# 庞青年
庞青年（1958年1月—），男，汉族，浙江天台人，中国企业家，金华尼奥普兰车辆有限公司董事长，中国青年汽车集团董事局主席，前浙江省人大代表。

## 生平
1974年参加工作，1979年在老家开办了一个生产胶带的小工厂。1986年在浙江磐安县创办一家化工厂，开始了创业生涯，开始生产手推车、自行车、摩托车轮胎，并从轮胎发展到汽车行业。1993年成立浙江杭通集团，任董事长。1996年成立金华青年汽车制造有限公司，任董事长。2000年通过与德国尼奥普兰公司建立的合作关系，成立了金华尼奥普兰车辆有限公司，生产单价超过130万元人民幣的尼奥普兰豪华客车。2004年与中国贵州航空工业(集团)有限公司达成合作，正式入主贵航云雀，全面进入中国轿车产业。尤其在80万以上的豪华客车市场，尼奥普兰一度占据了近70%的份额。2008年成立浙江青年莲花汽车有限公司，任董事长。引进马来西亚宝腾的生产线及发动机、底盘等技术，由莲花工程提供技术支持，实现国产化，推出L3车型。之后通过贵航云雀获取了生产轿车的资质，并引进国外技术合作，开始生产、销售青年莲花汽车。2010年力排众议推出了轿车青年莲花L5，而非当时内部诸多人士与经销商更为看好的SUV车型T5，这使其错失了SUV快速发展的红利期。2012年宝腾旗下的路特斯进入中国的次年，青年莲花与莲花工程的协议到期，莲花工程人员整体撤离。
庞青年旗下企業曾获得“中国客车企业十强”、“中国机械工程业500强”、“国家级重点高新技术企业”、“国家火炬计划”等荣誉。但到了2014年，有媒体陆续爆出部分工厂停产停工、项目瘫痪等消息，2015年更有消息称青年莲花不仅生产线停工，同时青年莲花官网也已经关闭，经销商亏损严重，拖欠购车款事件再次爆发。2016年及2017年，青年莲花先后两次被破产清算；2017年7月31日，杭州市萧山区人民法院裁定浙江青年莲花汽车有限公司正式破产。

### 涉嫌诈骗被查及后续
2017年，因青年汽车与内蒙古自治区鄂尔多斯市政府谈判，欺骗政府为其圈地，为其配置煤炭资源，并继续利用此虚构事实骗取亿佳合公司的定金，导致公司董事长庞青年被警方以涉嫌诈骗立案侦查。之后吉林省白山市警方多次前往浙江金华，均未见到庞青年。其间，庞青年多次向有关部门投诉白山市警方违法立案插手经济纠纷，但此案仍未解决。庞青年前后20余次被列入失信名单并被限制消费。

## 家庭
庞青年已与妻子育有一女，名为庞博尹。

## 荣誉
- 高级经济师
- 全国创新能手
- 中国经营管理大师
- 2006中国经济年度人物50强
- 2006年度十大风云浙商